# Ludvig 1. af Bayern
|  | Denne artikel omhandler 1800-tallets Kong Ludvig 1. af Bayern. Artiklen om middelalderens Hertug Ludvig 1. af Bayern ligger under navnet Ludvig 1. af Bayern (hertug) |
Ludwig I (25. august 1786 – 29. februar 1868) var konge af Bayern fra 1825 til 1848, hvor han måtte abdicere som følge af Martsrevolutionen.
Han tilhørte huset Wittelsbach og var søn af kong Maximilian 1. Joseph af Bayern og prinsesse Auguste Wilhelmine af Hessen-Darmstadt. Han var gift med prinsesse Therese af Sachsen-Hildburghausen, og var far til kong Maximilian 2..

## Børn
- Maximilian 2. (1811-1864), konge af Bayern 1848-1864.
- Mathilde (1813-1862), gift med storhertug Ludvig 3. af Hessen og ved Rhinen.
- Otto 1. (1815-1867), konge af Grækenland 1832-1862.
- Theodelinde (1816-1817).
- Luitpold (1821-1912), prinsregent af Bayern 1886-1912
- Adelgunde (1823-1914), gift med Frans 5., Hertug af Modena
- Hildegard (1825-1864), gift med ærkehertug Albrecht af Østrig.
- Alexandra (1826-1875)
- Adalbert (1828-1875).